# Doual’art
Doual'art ist ein unabhängiger Kunstverein mit Ausstellungszentrum in Douala, Kamerun, der 1991 von Marilyn Douala Bell und Didier Schaub (1952–2014) gegründet wurde.

## Geschichte der Organisation

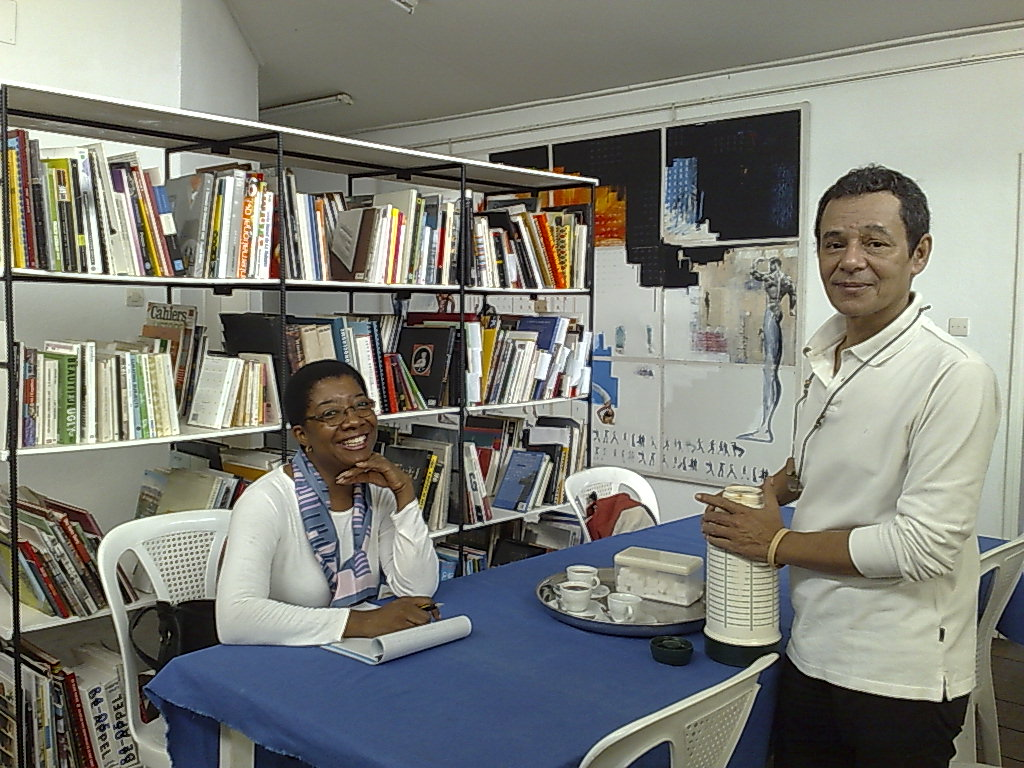
Marilyn Douala Bell und Didier Schaub (2009).

Doual'art wurde 1991 als gemeinnützige Organisation ohne Büro gegründet. 1995 wurde der Ausstellungsraum „Espace Doual'art“ eingeweiht, eine von der Architektin Danièle Diwouta-Kotto geschaffene Galerie in einem Raum neben dem Palast der Bell-Könige, einem historischen Baudenkmal. Im Laufe der Zeit wurde das Zentrum mit einer Fachbibliothek, einem Produktionsstudio und Räumen ergänzt, in denen jährlich etwa 15 Ausstellungen stattfinden können.
Im Jahr 2005 plante Doual'art die Organisation einer Kunst-Triennale, die 2007 erstmals unter dem Namen „SUD-Salon Urbain de Douala“ in Zusammenarbeit mit der iStrike Foundation organisiert wurde. Im Jahr 2010 fand die zweite Ausgabe von SUD in Zusammenarbeit mit ICU-International Collaborative Urban Art Projects statt. Die dritte Ausgabe von SUD im Dezember 2013 stand unter dem Motto „Douala se métamorphose“ („Douala verwandelt sich“). 2017 folgte die vierte und bislang letzte Ausgabe des „SUD-Salon Urbain de Douala“ unter dem Motto „La place de l'humain“ („Der Platz des Menschlichen“).

## Aktivitäten

### Ausstellungen
Die Ausstellungstätigkeit von Doual'art wurde mit der Ausstellung „Around Around“ eröffnet, einer Gemeinschaftsausstellung, die in Zusammenarbeit mit den deutschen Galerien Peter Herrmann und Akim Kubinski organisiert wurde und Werke von Joseph Kosuth, Martin Kippenberger, Haim Steinbach, Sokari Douglas Camp, Chéri Samba und Pascale Marthine Tayou präsentierte.

### Think Tank
Im Jahr 2005 startete Doual'art eine Reihe von Begegnungen mit dem Titel „Ars & Urbis: Begegnungen zur kritischen Reflexion und Debatte über Kunst und urbane Transformationen“. Die erste Ausgabe wurde 2005 unter dem Titel „Ars & Urbis International Symposium“ organisiert. Das Treffen legte den Grundstein für die Gründung des „SUD-Salon Urbain de Douala“. Die zweite Ausgabe fand 2007 unter dem Titel „Ars & Urbis International Laboratory“ statt und wurde in Zusammenarbeit mit der „iStrike Foundation of Rotterdam“ gefördert. Die dritte Ausgabe entstand 2009 mit dem Titel „Kuratoren-Treffen Ars & Urbis“ und umfasste eine Arbeitsgruppe zur Vorbereitung der zweiten Ausgabe des „SUD-Salon Urbain de Douala“.

### Kunst im öffentlichen Raum

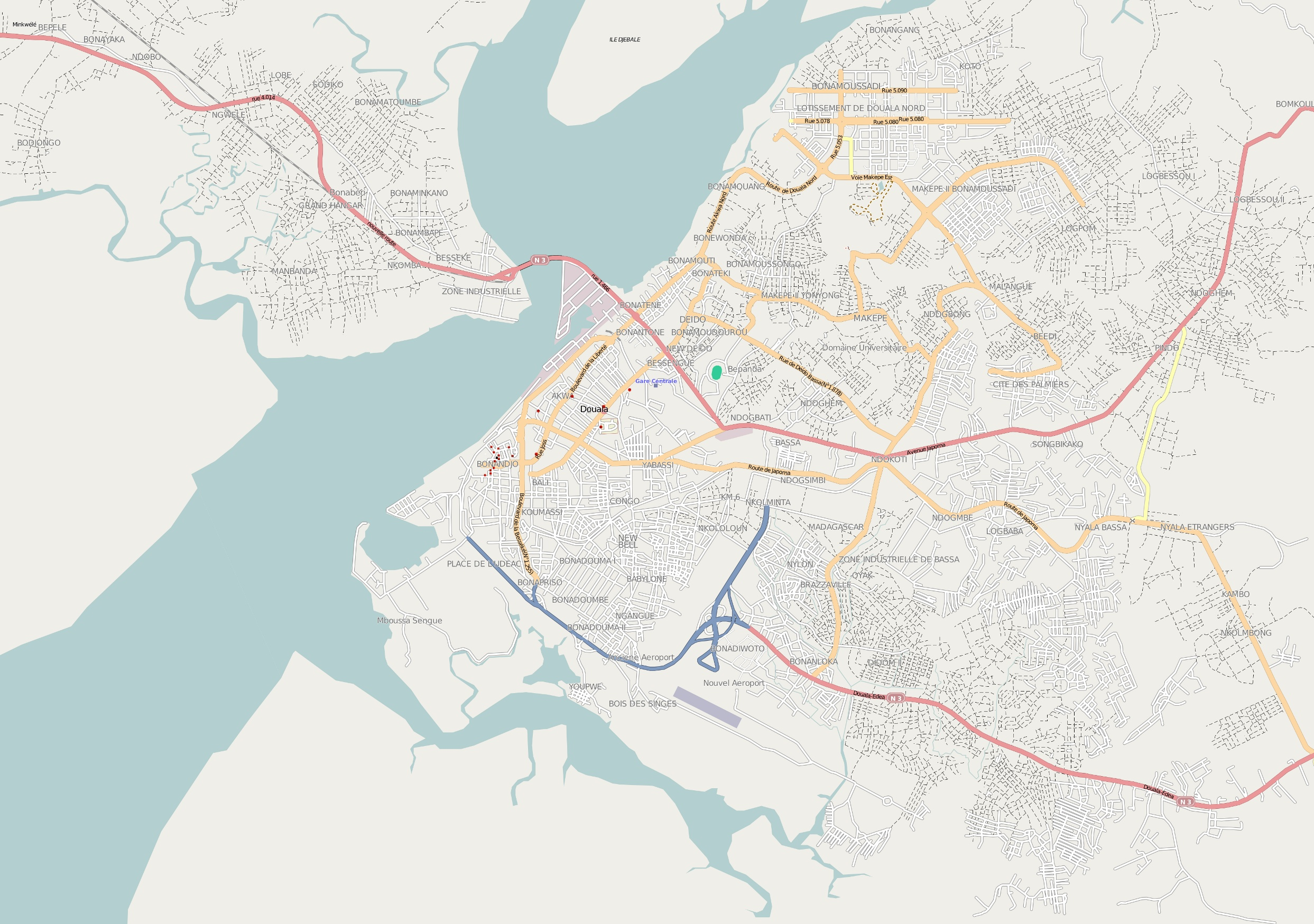
Karte der von Doual'art bis 2011 in der Stadt geschaffenen öffentlichen Kunstwerke.

Die Stadt Douala steht im Mittelpunkt des Interesses und der Arbeit von Doual'art mit der Folge, dass öffentliche Kunstinterventionen in 12 Stadtvierteln durchgeführt wurden. Die Organisation hat Wandgemälde, Fotoprojekte, Workshops, eine Jam-Session mitten im Wouri-Fluss und die Skulptur La Nouvelle Liberté von Joseph-Francis Sumégné produziert. 2022 waren es bereits 80 Kunstwerke im öffentlichen Raum von Douala.
Einige Jahre lang erstellte Doual'art Strukturpläne und fungierte als Vermittler zwischen Kommunen, Verwaltungen und internationalen Organisationen. Dann begann Doul'art – unzufrieden mit einer derartigen Beschränkung der eigenen Tätigkeit – eine Arbeitsmethode zu entwickeln, die es ermöglichte, die Arbeit der Künstler mit Meinungsfreiheit und kommunaler Praxis zu verknüpfen. Dieser Prozess führte Doual'art zum Bau der Nouvelle Liberté und wurde – im Laufe der Zeit überarbeitet und angepasst – zum Vorbild für die spätere Arbeit.

## Wirkung
Die Organisation gilt als eine der wichtigsten und aktivsten Kultureinrichtungen in Zentralafrika. Im Jahr 2009 erhielt Doual'art den Prince Claus Award der niederländischen Prince Claus Foundation.

### Von Doual'art initiierte Kunst im öffentlichen Raum

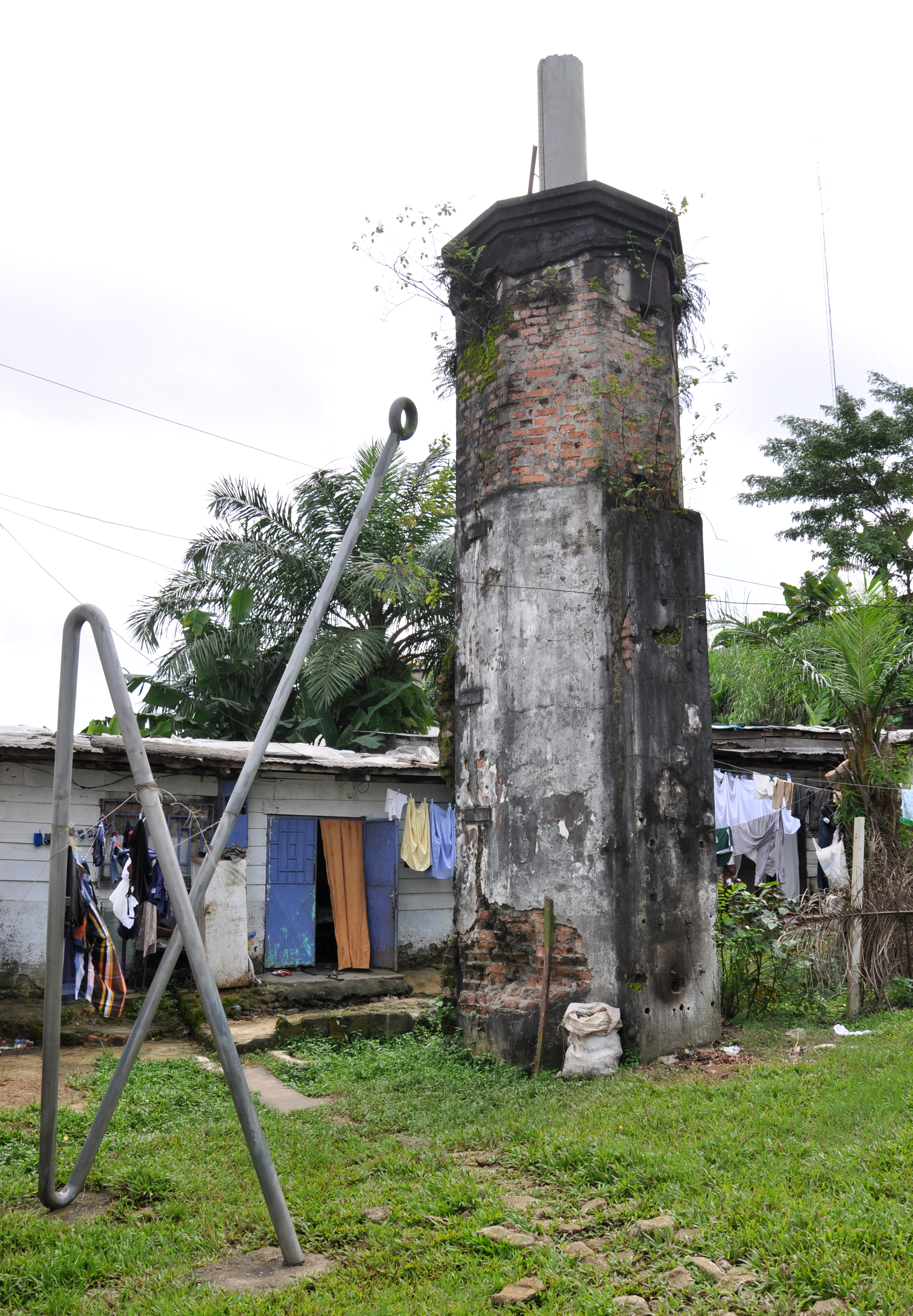
Kamin von Bonakuamuang
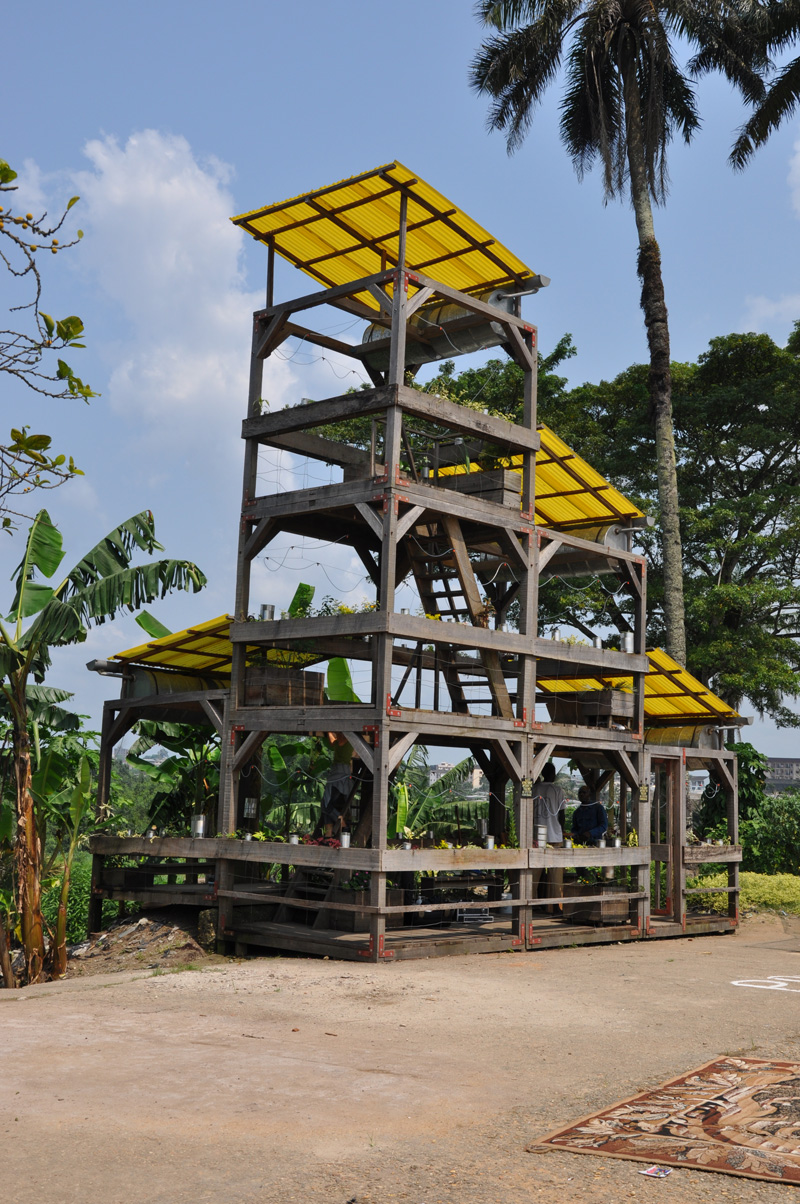
Der Klanggarten von Bonamouti
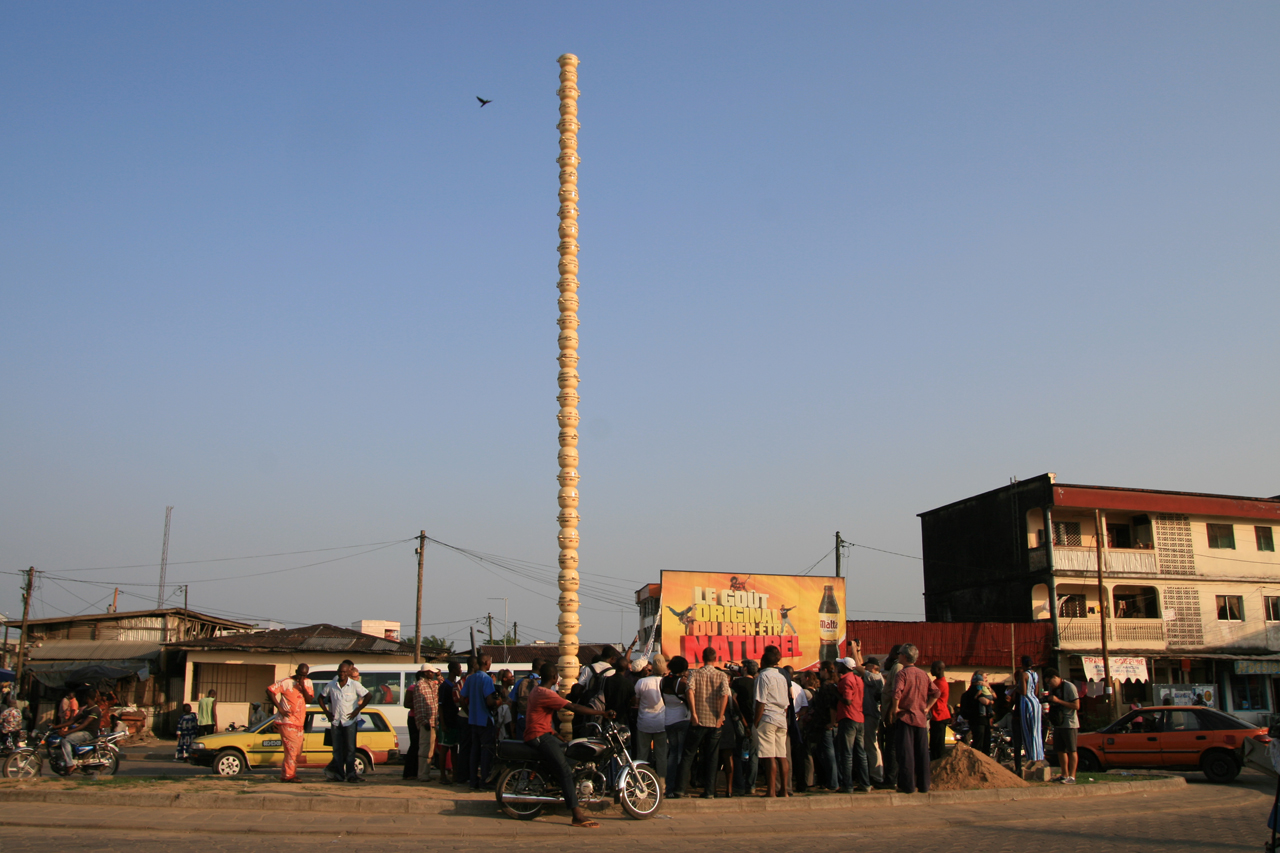
Die Pascale-Säule
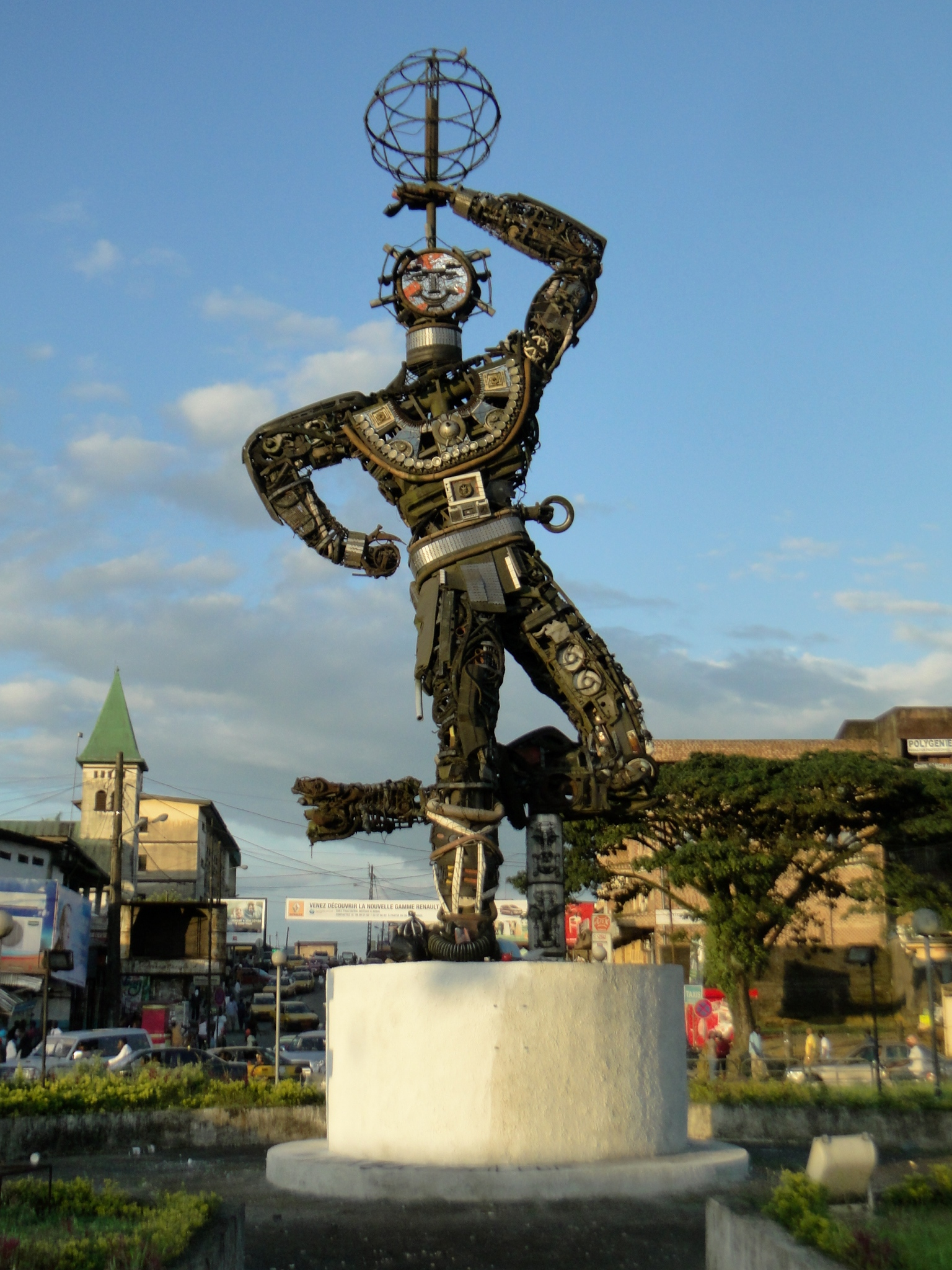
La Nouvelle Liberté  (Skulptur „Die neue Freiheit“)
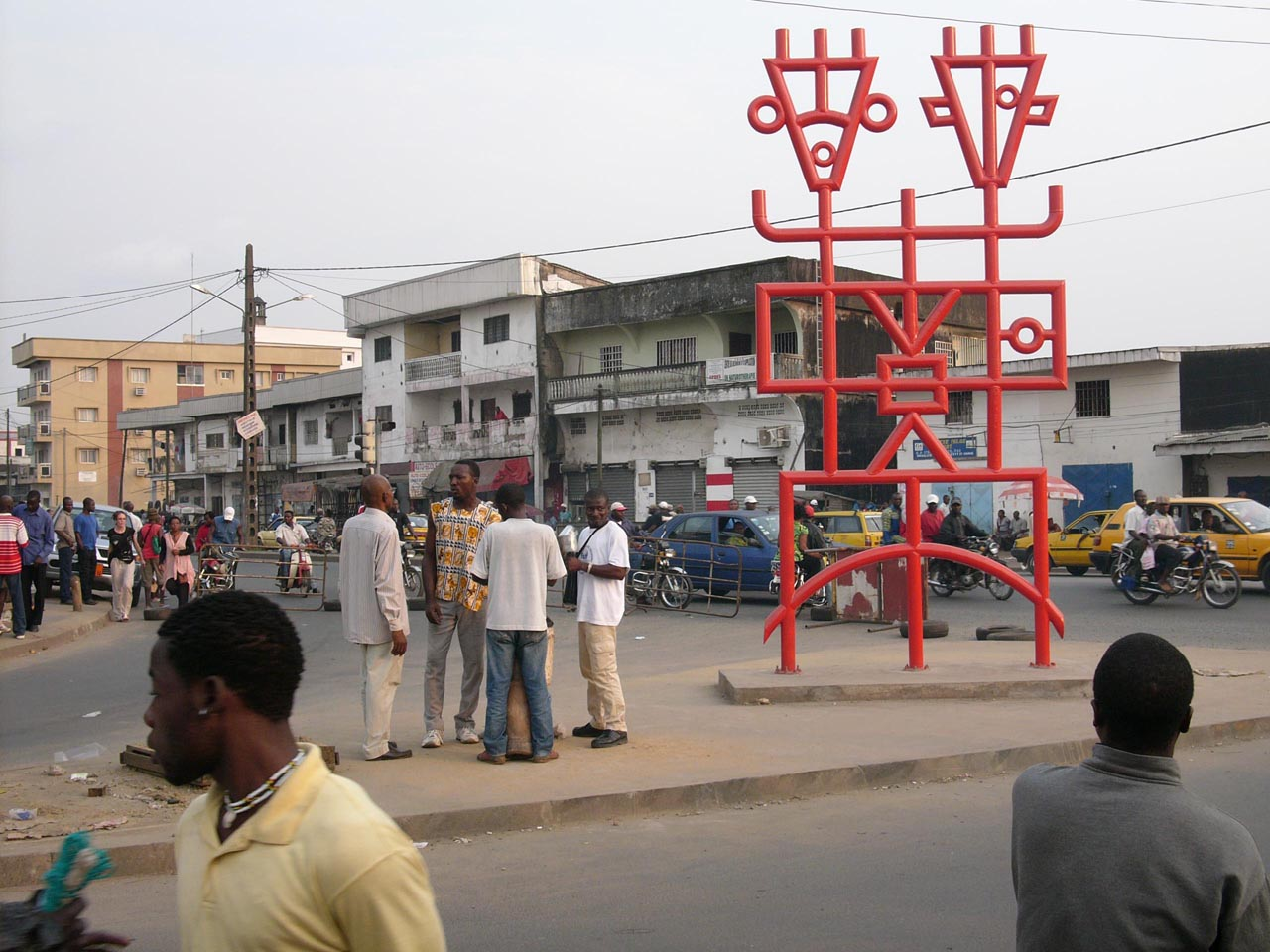
Njé Mo Yé (auf Deutsch: Was ist das?)
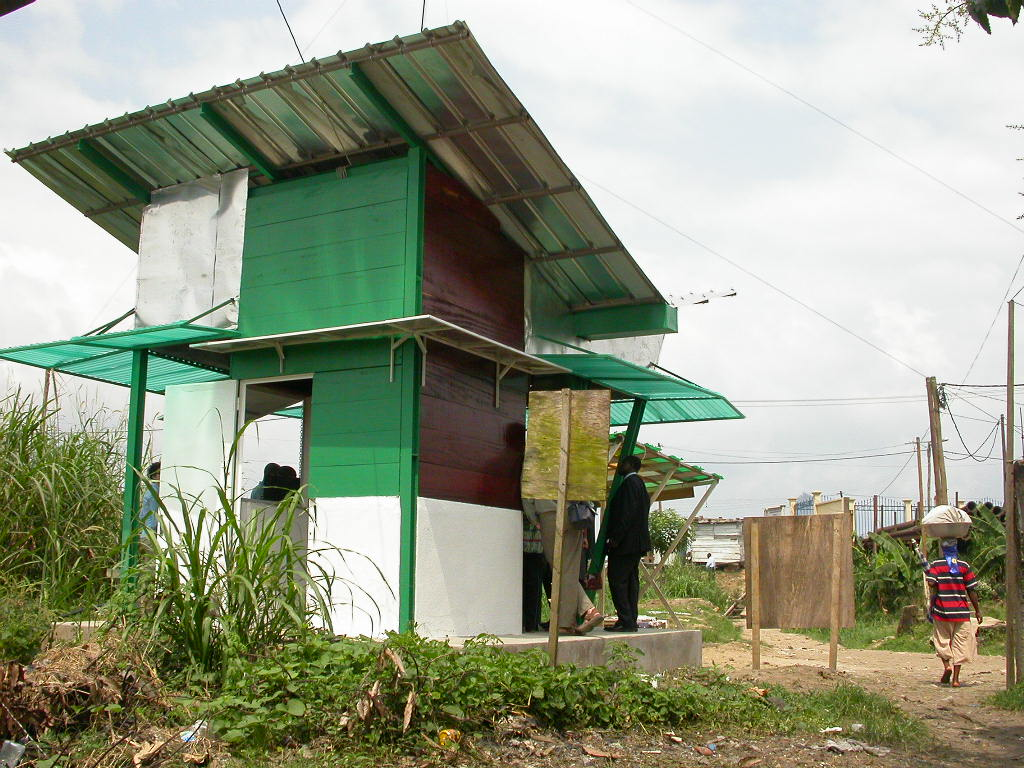
Der Wasser-Kiosk
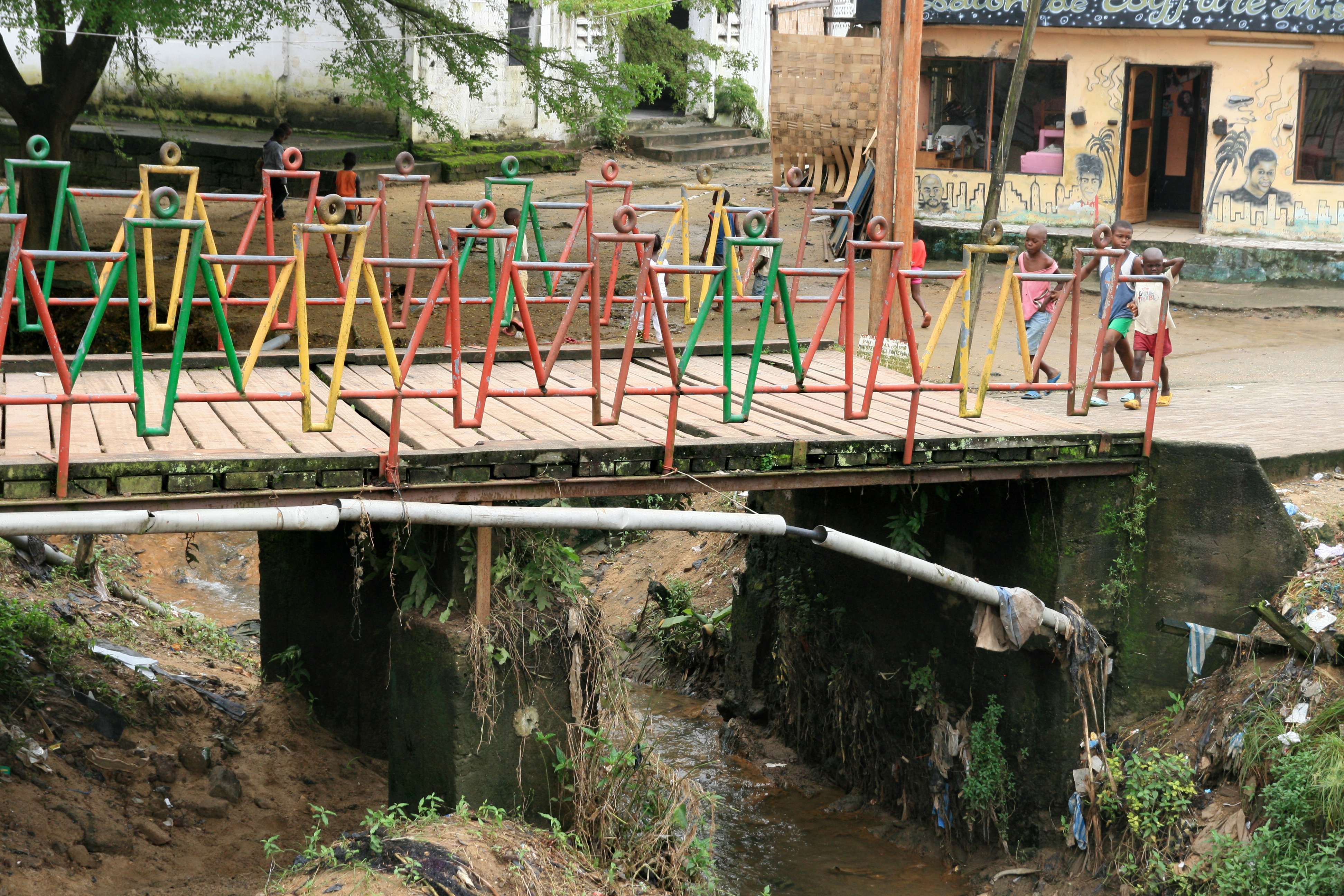
Die Bessengué-Fußgängerbrücke
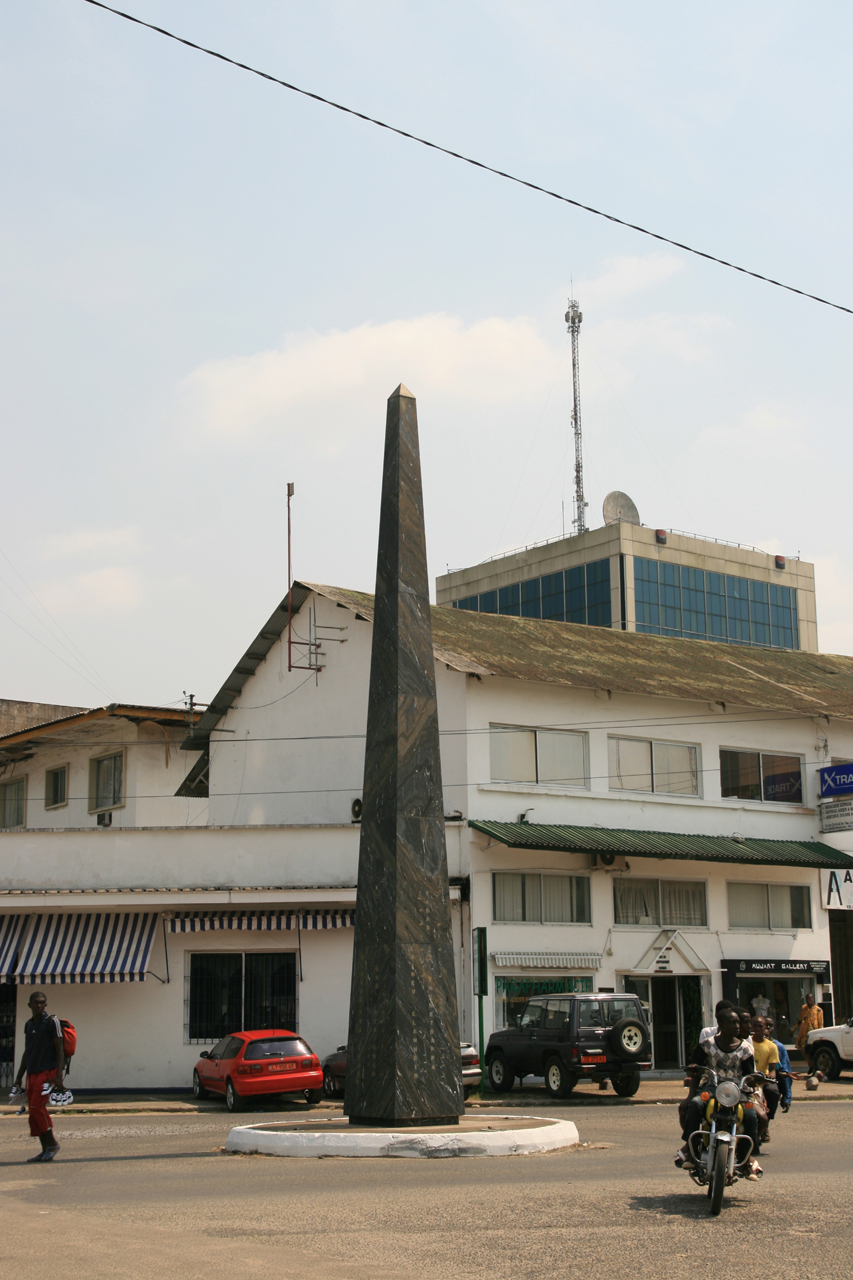
Südobelisk
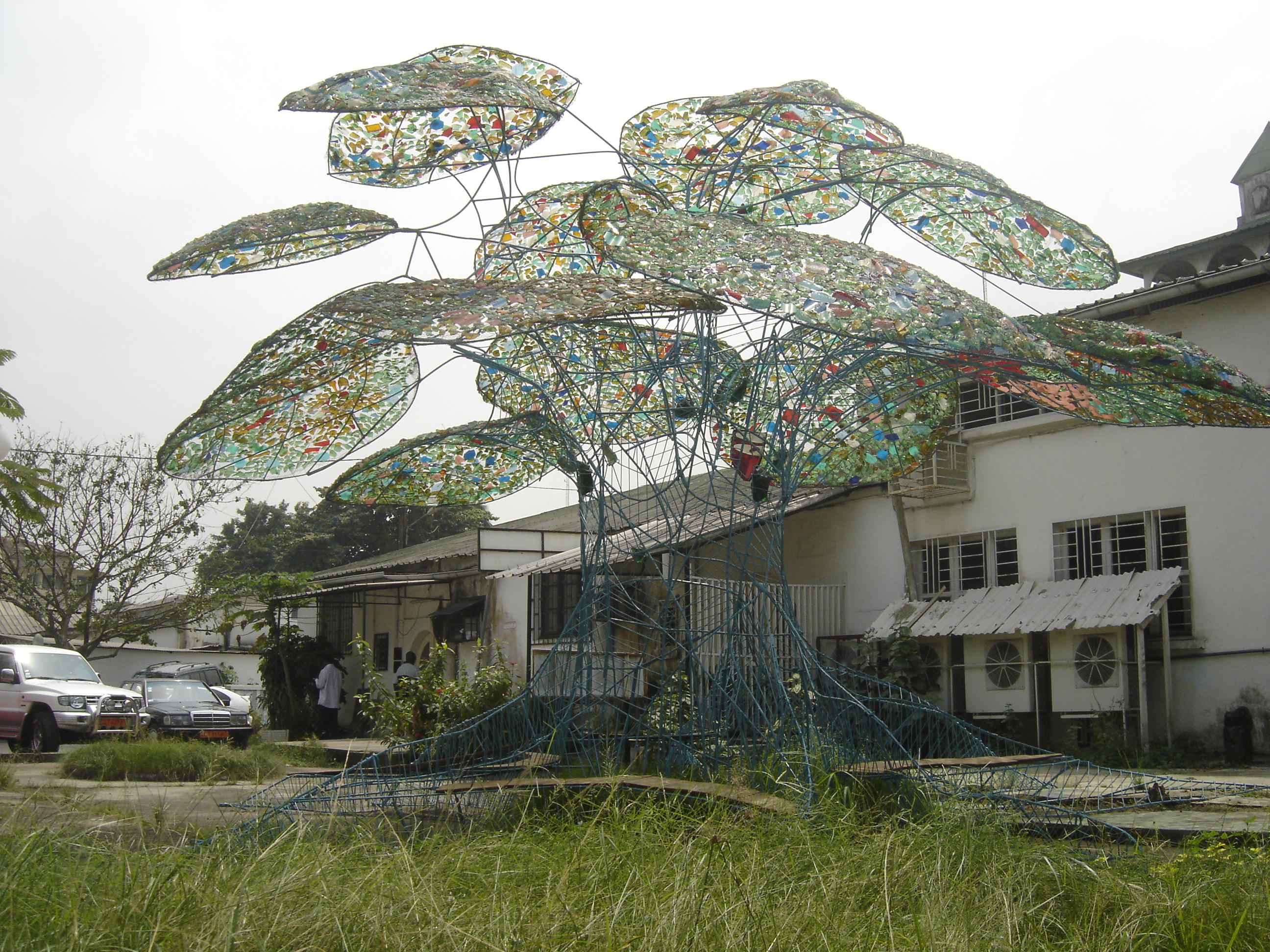
Der Palaver-Baum
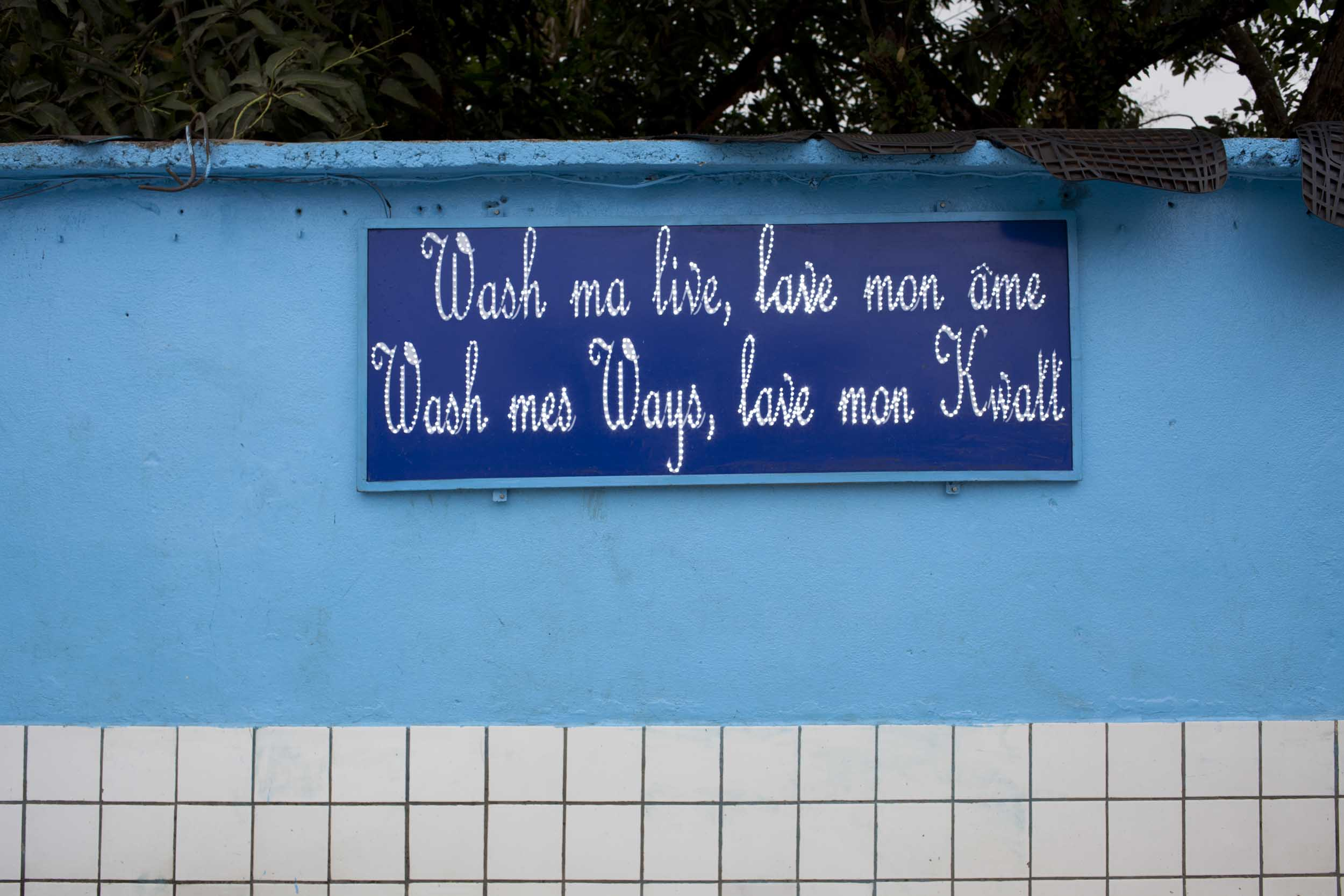
Die geschriebenen Worte von New Bell

## Bibliografie
- „Revue Noire“ – Spezialausgabe über Kamerun, 13, 1994.
- Thomas Boutoux und Cédric Vincent, Africa Remix Sampler in Africa Remix, Paris, Centre Pompidou, 2005.
- Douala in Translation. A View of the City and its Creative Transformative Potencials (hrsg. von Lucia Babina und Marylin Douala Bell, Rotterdam, Episode publisher, 2007. ISBN 978-90-5973-071-7)
- Zayd Minty, The Freedom to Dream in „Art South Africa“, V6.3., 03/2008.
- Emmanuelle Lequeux, A Douala, la princesse qui veut éveiller les consciences in „Le Monde“, 14/03/2012.
- Aya Bach / hw, Art and history are shaping Cameroon's future in DW Deutsche Welle, 03/09/2011.